# Нин Бин (провинция)
Нин Бин (на виетнамски: Ninh Bình) (буквално Спокойствие) е виетнамска провинция разположена в регион Донг Банг Сонг Хонг в северната част на страната.
Провинция Нин Бин е разположената между Червената река и река Ма. На север граничи с провинциите Хоа Бин и Нам Дин, на североизток с Ха Нам, а на запад и юг с Тхан Хоа. Нин Бин има съвсем малък излаз в залива Тонкин. Провинция Нин Бин се намира на 91 km от столицата Ханой и до нея може да се достигне както по шосеен път, така и чрез установената железопътна линия.
В провинция Нин Бин живеят 23 етнически групи, но най-много са етническите виетнамци (виети/кхин), които съставляват 98% от цялото население. Другите етноси са муонг, дао, хоа, нунг, таи, тай и др.

## Административно деление
Провинция Нин Бин се дели на един град (Нин Бин), едно градче (Там Диеп) и шест поделения:
- Жиа Виет
- Хоа Лу
- Ким Сон
- Нхо Куан
- Йен Кхан
- Йен Мо

## Забележителности
- Пещерната група Там Кок и намиращата се до тях пагода Бит Донг
- Девствената гора Кук Фуонг и пещерата Нхо Куан, населена през Древността, включени в национален парк Кук Фуонг
- Пещерата Дит Лонг и пагодата до нея Жиа Тхан-Жиа Виен
- Пагодата Кан Лин
- Пагодата Бан Лонг
- Храмовете Дин и Ле
- Древната столица Хоа Лу
- Каменната църква Фат Дием
- Старата част на град Нин Бин

- La cathédrale de Phat Diem
- trois grottes
- Pagode de Bái Đính
- L’ancienne capitale de Hoa Lu
- Pagode-grotte Dinh Long
- Tam Coc – Bich Dong